# Sojuz TM-27
Sojuz TM-27 je označení ruské kosmické lodi, ve které odstartovala ke ruské kosmické stanici Mir mise, jejímž úkolem byla výměna části posádky. Posádka uskutečnila 5 výstupů do otevřeného vesmíru.

## Posádka

### Startovali
- Talgat Musabajev (2) – velitel
- Nikolaj Budarin (2) – pilot
- Léopold Eyharts (1) – specialista mise

### Přistáli
- Talgat Musabajev (2) – velitel
- Nikolaj Budarin (2) – pilot
- Jurij Baturin (1) – specialista mise

V závorkách je uveden dosavadní počet letů do vesmíru včetně této mise.

### Výstup do otevřeného kosmu (EVA)
- EVA 1: 1. dubna 1998 – 6 hodin, 40 minut
- EVA 2: 6. dubna 1998 – 4 hodiny, 23 minut
- EVA 3: 11. dubna 1998 – 6 hodin, 25 minut
- EVA 4: 17. dubna 1998 – 6 hodin, 32 minut
- EVA 5: 22. dubna 1998 – 6 hodin, 21 minut

(Během výstupů do otevřeného vesmíru kosmonauté opravili solární panely na modulu Spektr a instalovali nový orientační systém stanice.)